# 小行星8415
小行星8415（英語：8415）是一颗围绕太阳公转的小行星。1996年10月16日，清水義定、浦田武在那智胜浦町发现了此天体。
这颗小行星的绝对星等为212.6316522949372等。